# Famille de Chivré
La famille de Chivré est une famille subsistante de la noblesse française, d'ancienne extraction, originaire d'Anjou puis établie en Normandie. Sa filiation est suivie depuis 1494.

## Histoire
En 1911, Gustave Chaix d'Est-Ange introduit sa notice en mentionnant que cette famille est « de très ancienne noblesse chevaleresque ». Elle est originaire de la province d'Anjou, dans laquelle elle possédait, dès le XIIIe siècle la « seigneurie importante du Plessis-Chivré », en Étriché, à proximité de la cité de Baugé, dans les marges du Maine.
L'historien Alphonse-Victor Angot indique que le berceau de la famille est Chivray ou Chivré de Saint-Michel-de-Feins. Il indique que vers 1780, M. du Boisjourdan a dressé une généalogie de cette famille sur des titres qu'il possédait et surtout sur une généalogie écrite en 1653 d'après les archives de la famille et qui se trouvait au chartrier du Plessis de Chivré. Il prétend que le berceau de la famille est Chivré de Bierné. Alphonse-Victor Angot croit que Chivray ou Chivré de Saint-Michel-de-Feins est plus ancien et a plus de droits en indiquant que « le travail concorde avec les données » qu'il avait pu recueillir et lui empruntant les notes dans son dictionnaire[réf. nécessaire].
Guillaume de Chivré fait un accord, en 1221, avec l'abbé de la Roë pour certaines dîmes des paroisses de Daon  et de Saint-Michel-de-Feins où se trouve le lieu seigneurial de Chivré.
La terre de la Guenaudière de Bierné, connu sous le sous nom de la Barre, devient le principal domaine de la famille. Il est apporté en mariage par Jacquine de Marigné à Jean de Chivré, petit-fils de Charles de Chivré, seigneur du Plessis-Chivré, et de Jeanne Valleaux, en 1494.
Régis Valette indique que la famille de Chivré est une famille de noblesse d'ancienne extraction sur une filiation noble suivie remontant à 1494. Arnaud Clement, dans la version 2024 de son ouvrage La Noblesse française, concède une noblesse d'ancienne extraction 1494 .
La famille est membre de l'Association d'entraide de la noblesse française depuis 1988.

## Possessions

### Chasseguey
Henri de Chivré, lieutenant général de l'artillerie de France, épouse Antoinette Carbonnel, fille et unique héritière de Jacques Carbonnel, seigneur de Chasseguey et autres fiefs et terres au comté de Mortain. Ce fief passe à son fils Anne de Chivré puis à Henri II, fils d'Anne, qui vend Chasseguey. En 1670, la terre de Chasseguey est ainsi achetée par Jacques III de Saint-Germain, arrière-petit-fils de l'homme d'État Philippe Duplessis-Mornay et de son épouse, la poète Charlotte Arbaleste,.
Le culte de fief à Chasseguey est sous la protection de la famille Chivré, venue d’Anjou. Henri de Chivré, marquis de la Barre, épouse, en 1618, la protestante normande, Antoinette de Carbonnel, fille du seigneur de Chassegrey. Cette terre est vendue aux Saint-Germain, une famille voisine de confession réformée. Tandis que les Chivré s’installent alors à Sottevast, le culte protestant peut donc se maintenir à Chassegrey.

### Château de la Barre à Bierné
En juin 1633, Henri de Chivré, lieutenant-général d'artillerie, fait ériger la Barre en marquisat. Son fils, Anne de Chivré, après son mariage avec Anne Vallée, acquiert la seigneurie du Plessis-Bourel qui comprend les terres de Bierné. Son successeur et fils, Henri II de Chivré cède à ses héritiers qui décident de vendre le domaine. Le château de la Barre (Bierné), alors vendu. Au XIXe siècle, Alfred de Chivré, capitaine-commandant dans le régiment de dragons, chevalier de la Légion d'honneur et maire de Bierné, descendant des Chivré de Sottevast, rachète le domaine. Il entreprend d'importants travaux de modernisation du château.

## Filiation

### Depuis leXIIIesiècle

Armes de L'Enfant de la Patrière : d'or à trois fasces de gueules.

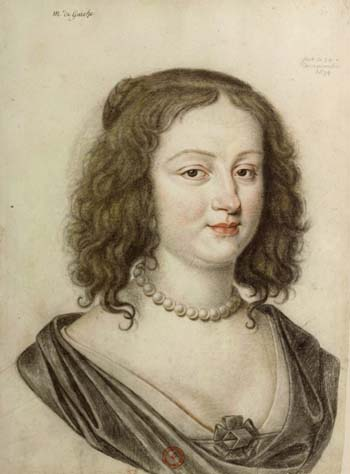
Portrait de Françoise-Marguerite du Plessis-Chivré, par Daniel Dumonstier.

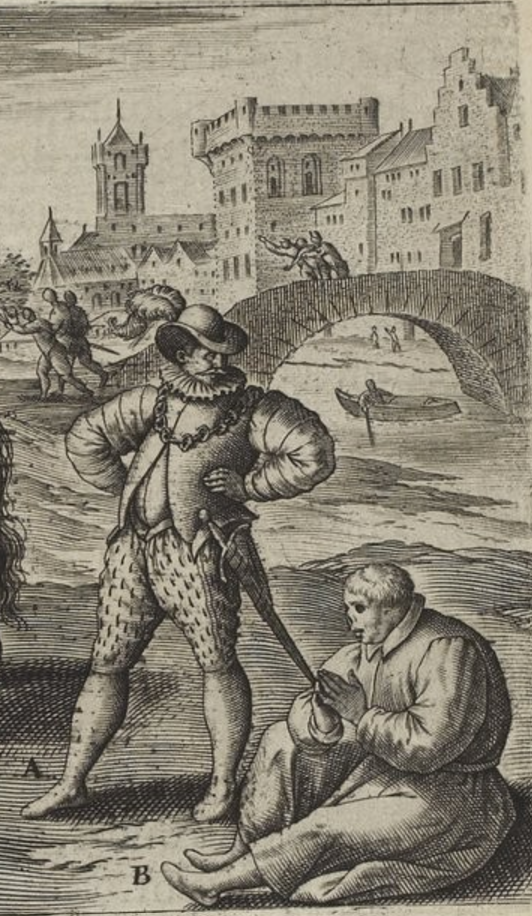
Pour Brantôme, la représentation de René de la Rouveraye avec une chaîne d'oreilles en forme de baudrier dans le 'Théâtre de cruautez'.

Armes des Colbert.

- Geoffroy Ier de Chivré, « varlet » (noble non armé chevalier), aurait vécu dès 1250, neveu de l'évêque de Rennes[AJ 1]. Il est au nombre des nobles protestataires contre les prétentions de Charles de Valois, 1301[3]. En 1302, il avait donné « quittance d'une somme de sept livres tournois pour service du roi en Flandre »[AJ 1].
  - Jean Ier de Chivré, « varlet », seigneur de Chivré et du Plessis de Chivré, épouse le mercredi après la Saint-Gilles (4 septembre) 1303, Julienne d'Igné[b].
    - Guillaume Ier de Chivré, « varlet », épouse en 1352 Marguerite de Chazé, fille de Foulques et de Marguerite de Rougé. Marguerite de Chazé, veuve, teste le 6 mai 1375, et nomme Geoffroy, son fils aîné, son exécuteur testamentaire. Guillaume, écuyer dans la compagnie de Jean de Landivy, 1378, était donc un puîné[AJ 3].
      - Geoffroy II de Chivré épouse Marguerite de Cherbaye, 1372, 1375[AJ 3].
        - Jean II de Chivré épouse Marguerite du Puy, fille de Pierre et de Mahaut de Remaignac, le 23 juin 1386, règle le douaire de sa mère, 1391, donne partage à Fouquet, son puîné. Il rend aveu d'un fief qu'il possédait à la Ruchênière, en Contigné et qui relevait de Pommerieux, dont était seigneur Guy XIII de Laval le 12 février 1406[AJ 3].
          - Simon-Guy Ier de Chivré épouse Aliette Cailletet le 4 mai 1411 et rachète en 1434 une rente sur le Plessis de Chivré donnée en dot à Jeanne, sa sœur, femme de Maurice de Villeprouvée puis de Jean de Guibert[AJ 3].
            - Charles de Chivré épouse, le 10 février 1429, Jeanne de Valleaux, fille de Jean, seigneur de Chéripeau, et de Jeanne de Chauvigné[AJ 3]. Il était à la Bataille de Saint-Laurent-des-Mortiers en 1423[3]. Le 3 juillet 1448, Charles et Pierre de Chivré, son frère se partageaient les biens de la succession paternelle par acte passé « en la court de Briollay », Pierre eut le Plessis-Chivré[AJ 4].
              - Jean III de Chivré, seigneur du Plessis-Chivré, d'Igné, de la Roërie, de la Touche, etc. épouse le 26 janvier 1455 Marie de Brie, fille de Jean de Brie[AJ 4], seigneur de Serrant, bailli de Senlis, maître d'hôtel et chambellan du roi Charles VII, et d'Isabeau de Maillé.
                - Jean IV de Chivré[AJ 4], écuyer, seigneur du Plessis-Chivré, épouse, en premières noces, Jacquine de Marigné, fille aînée de Guillaume de Marigné, IIe du nom, écuyer, seigneur du lieu de Marigné, sis en la paroisse de Daon, et de la Guénaudière de Bierné, et de Perrine Le Maire, par contrat du 21 mars 1494[AJ 5]. Il épouse en secondes noces, à Catherine de Villeblanche.
                  - (1) Hector de Chivré, qui suit.
                  - (1) François de Chivré a en partage les terres de Papigné, Marigné, la Papinière, par acte du 3 mars 1525, « à la charge d'un chapeau de roses à mutation de seigneur desdittes terres. » Il meurt en Piémont au service du roi[AJ 5].
                  - (2) François de Chivré, seigneur de Marigné, rend une déclaration au sénéchal d'Anjou le 11 mars 1539. Il énumère : « 1° le lieu de Marigné, relevant de Chambellay, à cause de la châtellenie de Daon, puis de celle de Saint-Laurent-des-Mortiers et du seigneur de Cens; 2° la métairie de la Papinière de Daon, relevant du seigneur des Barres, évaluée 30 livres de revenu; 3° la moitié du lieu de Marteu, sis en Daon et relevant de la Mothe-Cormenant, évaluée 1 livre 15 sols par an ; l'autre moitié relevait de la Touche »[AJ 6].
                  - (2) Simon de Chivré rend le 10 mars 1539 la déclaration de ses choses hommagées devant le lieutenant-général de la Sénéchaussée d'Anjou 4 : « 1° la closerie de Chivré, en Saint-Michel-de-Feins, relevant de la seigneurie de la Mothe-Cormenant, évaluée 30 livres de revenu ; 2° le lieu de la Jusquaise, relevant de la châtellenie de Saint-Laurent-des-Mortiers et de la terre, fief et seigneurie du Grand-Brullon, évalué 40 livres de revenu ; 3° la terre de la Roche-d'Écuillé et les fiefs du Mortier et de Monthebault, relevant, le dernier, de la seigneurie du Plessis-Macé, et les deux autres d'Écuillé, évalués, net, 30 livres de revenu ; la closerie de la Fosse, relevant d'Écuillé, évaluée 10 livres de revenu »[AJ 6]. Epoux de Marie de Varennes.
                    - François de Chivré, seigneur de Lucé
                    - Louis de Chivré, seigneur de Lucé

                  - (2) Jehanne de Chivré, abbesse de Bonneval.
                  - (2) Yvonne de Chivré, religieuse en la même abbaye.
                  - (2) Marie de Chivré épouse Pierre d'Andigné, seigneur de l'Isle-Briand. Il fonde, en l'an 1500, la chapelle seigneuriale du Plessis-Chivré[AJ 5].

                - Jeanne  de Chivré épouse Guyon L'Enfant, écuyer, sieur de la Patrière, le 28 novembre 1479[AJ 4].
                - Anne  de Chivré épouse Guillaume de Poillé, écuyer, sieur du Petit-Bois, le 25 juillet 1489[AJ 4].
                - Marguerite de Chivré[AJ 4], abbesse du Ronceray par provision de Jules II en 1504 ?[c].

### Depuis leXVIesiècle
L'ouvrage d'André Joubert puis les registres de l'état civil permettent d'établir la filiation suivante.
- (1) Hector de Chivré[AJ 5], chevalier, seigneur du Plessis-Chivré et de la Guénaudière. Le 15 mars 1539[AJ 6],[d]. Gentilhomme ordinaire de la chambre du roi, il épouse Jehanne des Hayes, fille de n. h. Marin des Hayes, seigneur de Fontenelles, et de Jehanne d'Illières, par contrat du 19 octobre 1524. Il a en mariage dix mille livres[AJ 5].
  - Jacques Ier de Chivré, seigneur du Plessis-Chivré, de la Guénaudière, l'Estang et de la Chevalerie, maître d'hôtel du duc d'Alençon, frère du roi. Il épouse Jeanne de Bouillé[AJ 7], fille de René de Bouillé, seigneur de Bouillé, et de Perrine de l'Epervier, sa première femme par contrat du 26 juin 1553, passé devant maître Clément, « notaire soubz la court du Mans. » Dix ans plus tard, en 1563, Jacques de Chivré est « porte-enseigne de la compagnie de Monseigneur de la Trémoille ». Il confesse avoir reçu, en cette qualité, la somme de 100 livres pour ses gages. Jacques avait acquis la terre de Juvardeil de Guy de Daillon, comte du Lude, pour le prix de 25 000 livres, par contrat du 20 mai 1567[AJ 8].
    - Claude de Chivré (1556-?), épouse en premières noces le sanguinaire René de la Rouveraye, sieur de Bressault. Après l'exécution de son mari, décapité à Angers pour ses crimes le 10 novembre 1572, elle épouse en secondes noces Pyrrhus L'Enfant. Le 9 décembre 1617, elle renonce au calvinisme « en présence de Grégoire Le Doisne, récollet, ayant pouvoir et authorité de Sa Sainteté et de Monseigneur l'evesque d'Angers d'absoudre l'hérésie ».
    - Jacques II de Chivré (1557-?), chevalier, seigneur de la Guénaudière. Il donna dans le protestantisme avec son épouse, Cécile du Monceau de la maison de Tignonville[AJ 8], dame d'honneur de Catherine de Bourbon, sœur d'Henri IV. Elle est la fille de Lancelot, seigneur de Thignonville en Beauce, et de Marguerite d'Alençon, fille de Charles d'Alençon, bâtard d'Alençon.
      - Henri de Chivré (1585-1638), lieutenant général de l'artillerie de France obtient, en reconnaissance de ses services militaires, l'érection en marquisat de la Barre[e] de ses terres de Bierné et des environs, en juin 1633. Il épouse Antoinette Carbonnel[AJ 9].
        - Anne de Chivré (1621-vers 1653) est fait lieutenant général de l'artillerie de France à la suite de son père. Il épouse en 1645 Anne Vallée de Chenailles. Il prend fait et cause pour la Fronde, avec le titre de lieutenant du château et de la ville de Château-Gontier. Sur l'ordre de Henri II de La Trémoille, maréchal de France, il donne commission à divers capitaines de mettre en armes pour le parti rebelle et d'exercer les bourgeois, manants et habitants des paroisses de Cheffes, Juvardeil, Cellières, Châteauneuf, Contigné, Brissarthe, Chemiré, pendant que lui-même organisait un régiment de 2 000 hommes, qu'il devait commander en qualité de mestre de camp, lorsque la Paix de Rueil est signée et publiée à Paris le 2 avril 1650. Nommé député aux États généraux de Tours par la noblesse d'Anjou, avec le marquis de Jarzé, le 29 juin 1651, il vit son élection cassée pour irrégularités dans le vote. En 1652, les troubles recommençant en Anjou, il conduit à Angers quelques hommes et « cinq pièces de fonte » qu'il rapporte après la reddition du château, à sa maison de la Barre. Il y meurt l'année suivante laissant sa fortune bien compromise.
          - Henri II de Chivré (?-1675), épouse Marguerite Bodin qui, malgré une abjuration, sort de France à la révocation de l'édit de Nantes et vit encore en 1704.
            - Henri III de Chivré (1670-1699), « mestre de camp du régiment d'Anjou, cavalerie », dernier représentant de la branche aînée de la famille de  Chivré, meurt sans alliance, le 11 septembre 1699[11].

      - Catherine de Chivré (avril 1586-?), a pour marraine au temple protestant Catherine de Bourbon[f]. En 1598, elle est amenée à la cour par la princesse et devient sa privilégiée. Le plus brillant avenir lui semblait réservé quand la mort survint[g] le 30 mai 1599. Catherine de Bourbon fait élever à sa filleule un monument de marbre d'Italie où l'enfant est représentée dans ses atours. Des vers de la princesse et de Madamoiselle de Rohan, la compagne préférée de la défunte, et de longues épitaphes latines, signées de David Vacquier de Nérac, chargent les diverses parties du monument. Catherine de Chivré y est qualifiée de majoris principis cultus et ornamentum[h]. La statue tombale a été dessinée par Tancrède Abraham. Catherine de Chivré avait treize ans et un mois quand elle mourut. Son tombeau était dans un caveau voûté du château de la Barre[AJ 9].
        - Henry de Chivré, comte de Marensin. Le 24 octobre 1650 à Genève en Suisse au temple protestant de Saint-Pierre, il épouse Anne-Elisabeth de Couvert, dame de Sottevast Sainte-Suzanne et Blagny.
          - Gédéon Artus de Chivré (1654-1706), marquis de la Barre, 2e comte de Marensin, seigneur de Sottevast. Le 13 août 1682 à Sottevast, il épouse Élisabeth de Montfiquet. À la suite de la mort sans descendance d'Henri III de Chivré, dernier représentant de la branche aînée de la famille de  Chivré, le titre de marquis de la Barre en Bierné revient de droit à ce cousin du défunt[AJ 9]. Il portait, selon l'Armorial Général de d'Hozier : D'argent à un lion de sable, couronné, lampassé et armé de gueules[12].
            - Henri Louis Gabriel de Chivré (1683-1738), chevalier, marquis de la Barre, 3e comte de Marencin, seigneur patron de Sottevast. Il épouse à Émondeville, Françoise Viel du Val par contrat de mariage passé le 10 juin 1711. Le 23 juillet 1720[AJ 10], Henri Louis Gabriel de Chivré, seigneur de Sottevast, dit le comte de Marencin, avec ses frères et ses cousins-germains, Henri Cornet, seigneur de la Bretonnière, et Louis Cornet, seigneur de Crammeville, obtient un brevet, du roi, pour cause de religion, à l'effet de vendre le marquisat de la Barre en Anjou, et, le même jour, Jean-Baptiste Colbert en fait acquisition par acte ratifié le 31 mars et le 21 avril 1729.
              - Henri François Guillaume de Chivré (1716 à Sottevast - 1766 à Sottevast), comte de Marensin, seigneur de Sottevast, etc. Le 14 mai 1744 à Caen, il épouse Marie Madeleine Françoise Scholastique de Ruppalley.
                - Louis Henri de Chivré (1748 à Sottevast - 1814 à Sottevast), comte de Marensin, seigneur de Sottevast, etc. Le 29 juillet 1777 à Auxais, il épouse Marie Marguerite des Planques de Lessey.
                  - Félix Alexandre de Chivré (1782 à Auxais - 1860 à Auxais), marquis de La Barre. Le 27 juillet 1813 à Serans (Orne), il épouse Irène Le Petit de Serans.
                    - Médéric Ferdinand de Chivré (1817 à Auxais - 1881 à Gonneville), marquis de La Barre. Le 23 juin 1845 à Torchamp, il épouse Marie Françoise Alix Doynel de la Sausserie.
                      - Alfred Marie François de Chivré (1854 à Gonneville - 1825 à Bierné), chef d'escadron de cavalerie, maire de Bierné, président du conseil d'arrondissement de Château-Gonthier, fait chevalier de l'Ordre national de la Légion d'honneur le 6 janvier 1898[13]. Il rachète le domaine de La Barre puis le rénove. D'où descendance.

    - François de Chivré (1554-1584), chevalier, seigneur du Plessis, de Chivré, d'Igné, de l'Estang, patron de Saint-Symphorien, gentilhomme ordinaire de la chambre du roi, épouse Léonore de la Porte[i], fille de François de la Porte, écuyer, sieur de la Lunardière, et de Magdelaine Charles, par contrat passé devant Cayard et Boreau, notaires au Châtelet de Paris, le 17 juin 1579[AJ 8]. Le 1er juillet 1578, François et Jacques II de Chivré se partagent la succession de leur père. Jacques a la Guénaudière, « à la charge de bailler audict seigneur du Plessis, à muance de seigneur du Plessis et de seigneur de la Guénaudière, une épée et un poignard dorez, en reconnoissance qu'elle a party de ladicte terre du Plessis ». Le contrat est passé en présence de « maistre Heullet, notayre en la court de Sainct-Laurent-des-Mortiers »[j],[AJ 9].
      - Hector II de Chivré (1580-1638), « chevalier de l'ordre et cornette blanche du roy, gentilhomme ordinaire de la chambre, capitaine de cinquante hommes d'armes de ses ordonnances, ambassadeur pour Sa Majesté vers le Grand Empereur des Musulmans, seigneur du Plessis, Auxigné, l'Estang, Igné, La Fontaine, Perrière et Doussé ». « châtelain haut-justicier », il aurait été fait comte du Plessis par lettres de Louis XIII, en avril 1633. Il épouse Marie de Conan, fille de Nicolas de Conan, chevalier, conseiller du roi, seigneur de Frazé et de Rabestan, et de dame Anne d'O, le 17 février 1607, par contrat passé devant Richard Chahuteau, notaire de la châtellenie de Frazé[AJ 11].
        - François de Chivré, marquis du Plessis.
        - Françoise Marguerite épouse le maréchal de France Antoine III de Gramont le 26 novembre 1634, par contrat passé devant Ogier et Parque, notaires au Châtelet de Paris.
          - Armand de Gramont (1637-1673), comte de Guiche, militaire et homme de cour.

        - Françoise de Chivré, religieuse à l'abbaye des Cleretz, près Nogent-le-Rotrou.
        - Urbain, connu sous le nom du Plessis-Chivré, est tué « à l'occasion d'un verre de limonade » par le marquis de Coeuvres, le 5 janvier 1645, derrière les Carmes, à Paris, dans un duel, « un des plus beaux de la Régence » écrit Tallemant des Réaux.

      - Alexandre de Chivré (1581-?), chevalier, seigneur d'Igné et de la Chevalerie. Il épouse Judith Denise de la maison de Fleury-Marchaumont.
        - Judith de Chivré (?-1669) épouse Pierre de Royraud, chevalier, seigneur d'Aubigné. La duchesse de Grammont demeura alors seule et unique héritière du nom, des biens et des armes de la famille du Plessis-Chivré qui fut unie à la Maison de Gramont.

      - Diane Marie de Chivré, épouse de François de Bouillé, chevalier, seigneur de Bourgneuf.

## Armes
Les armes de la famille se blasonnent ainsi : 
- d'après l'Armorial général de l'Anjou et Gustave Chaix d'Est-Ange : d'argent au lion rampant de sable, armé, lampassé et couronné d'or[14],[1] ;
- d'après Gohory : Le lion de sable armé, lampassé et couronné de même[15] ou D'or au lion de sable armé et couronné de gueules[16] ;
- d'après Arnaud Clement : D’argent au lion de sable, armé, lampassé et couronné de gueules[5]